# Eizō Kenmotsu
Eizo Kenmotsu (em japonês: 監物永三; Okayama, 13 de fevereiro de 1948) é um ginasta japonês, sete vezes campeão mundial e três vezes campeão olímpico.
Kenmotsu competiu em três edições olímpicas. Nos Jogos de 1968, na Cidade do México, conquistou uma medalha de ouro na competição por equipes e uma de bronze na barra fixa. Quatro anos mais tarde, novamente foi medalhista de ouro pela equipe japonesa, nos Jogos Olímpicos de Munique, além de conquistar uma medalha de prata no individual geral e as medalhas de bronze no cavalo com alças e nas barras paralelas. Nas Olimpíadas de Montreal em 1976, conquistou sua terceira medalha de ouro coletiva, e as medalhas de prata individuais no cavalo com alças e barras paralelas.
Em Campeonatos Mundiais, Kenmotsu foi campeão por equipes em três oportunidades (1970, 1974 e 1978) e medalhista de ouro no individual geral, barras paralelas e barra fixa.
Eizo Kenmotsu é membro do International Gymnastics Hall of Fame desde 2006.